# Крістін Харіла
Крістін Харіла (народилася 28 березня 1986)  — норвезька північно-саамська    альпіністка та колишня лижна спортсменка . Протягом 2022–2023 років вона встановила кілька рекордів швидкості сходження на всі 14 восьмитисячників, які є вершинами світу висотою понад 8000 метрів.  

## Альпіністська кар'єра
У травні 2021 року Харіла встановила світовий рекорд із найшвидшого подвійного стрибка на Вищі восьмитисячники, ставши жінкою, що найшвидше здійснила сходження на Джомолунґму і Лхоцзе менше, ніж за дванадцять годин. 22 травня 2022 року вона побила власний рекорд, перетнувши вершину Джомолунґми до вершини Лхоцзе за дев’ять годин п’ять хвилин. Її успіх у попередніх експедиціях і спробах піднятися на вершину надихнув її вирушити у 2022 році на свій останній виклик, «14 вершин Бремонта», і стати першою жінкою в історії та другою людиною після Нірмала Пурджа, яка піднялася на всі 14 восьмитисячників у півроку. Вона була близька до того, щоб побити рекордний час Пурджи, коли вона піднялася на всі 14 восьмитисячників за сезон, не піднявшись лише на дві вершини. Однак, коли китайська влада відмовила їй у дозволі на сходження на Чо Ойю і Шишапанґму, її полювання на рекорди на цьому закінчилася.
3 травня 2023 року Харіла досягла своєї мети піднятися на всі 14 справжніх географічних вершин восьмитисячників за один рік і п’ять днів, що є світовим рекордом у найшвидшому справжньому сходженні на вершину восьмитисячника, незалежно від статі.  
27 липня 2023 року Харіла та Тенджен Шерпа, її гід із компанії «Сходження на сім вершин» , встановили новий рекорд, піднявшись на всі 14 справжніх географічних вершин лише за 92 дні.      У процесі Крістін і Тенджен побили кілька рекордів, у тому числі 26 восьмитисячників за один рік і три місяці, а також найшвидше підйом на вершини Джомолунґми та Лхоцзе жінкою за вісім годин. Вони використовували гвинтокрили для переміщення між базовими таборами та додавали додатковий кисень. У проекті 2023 року вона планувала піднятися на вершини без додаткового кисню. Але пізніше їй довелося скористатися кисневими балонами через безпекові проблеми.  Витрати її команди у зв'язку з її світовим рекордом склали 15 мільйонів норвезьких крон.

### Конфлікт навколо смерті Мухаммеда Хасана
Після її сходження на К2, яке завершило її рекордне сходження на всі 14 справжніх географічних вершин лише за 92 дні, спалахнула суперечка щодо смерті пакистанського високогірного носія, 27-річного Мухаммада Хасана під час небезпечного підйому. Прохід на К2, відомий як Вузьке місце. Гассана призначили в групу кріплення мотузок, яка працювала у Вузькому місці, на висоті приблизно 8 200 м (26 900 фут), хоча він не був одягнений у пуховий костюм і не мав із собою додаткового кисню. За словами Харіли, її команда знайшла Хасана заплутаним у мотузці після падіння з перевалу близько 2:15 ночі. Команда Харіли працювала 90 хвилин, щоб витягнути Хасана назад на стежку, після чого Харіла пішла, щоб допомогти своїй команді, яка потрапила під лавину вище. Оператор Харіли залишився з пораненим носильником і ділився з ним киснем ще протягом години, перш ніж його власний запас закінчився, і він був змушений приєднатися до команди.  Відео, опубліковане через кілька днів після сходження Харіли, показало невідомих альпіністів, які йшли минуючи Хасана, коли він лежав на виступі , що спонукало критиків звинуватити Харілу в тому, що вона залишила Хасана померти в гонитві за своїм світовим рекордом. Харіла заперечила звинувачення та назвала оприлюднення відео "нечутливим", у той час як чиновник місцевого уряду Гілгіт-Балтістан зазначив, що порятунок був неможливий через погані погодні умови.
Згодом влада Гілгіт-Балтістану почала розслідування смерті Хасана.  Розслідування було завершено у вересні 2023 року, в результаті чого компанії Lela Peak Expeditions, роботодавцю Хасана, заборонили керувати командами в Гілгіт-Балтістані протягом наступних двох років. Заборона виникла через те, що компанія не забезпечила вантажника належним обладнанням, найняла для підйому на гору недосвідченого вантажника та не застрахувала його. 

## Інші види діяльності
Як лижниця Харіла посіла 24-е і 25-е місця на чемпіонаті Норвегії в 2006 році. Вона представляла клуб Шаблон:С. Л. Полярна зірка. 

## Нагороди
- Європейський авантюрист року 2022. [27] [28]

## Хронологія сходжень

### 2015 рік
- Гора Кіліманджаро, Танзанія, 5895 м [29]

### 2019 рік
- Пута-Гюнчулі, Непал, 7246 м [29] – 4 жовтня 2019 р. [30]
- Лобуче Східна, Непал, 6119 м [29]

### 2020 рік
- Аконкагуа, Аргентина, 6961 м [29]
- Co Adolfo Calle, Аргентина, 4270 м [29]
- Піко Валєсітос, Аргентина, 5370 м [29]

### 2021 рік
- Джомолунґма, Непал. 8848 м – 23 травня 2021 р. [29] [31]
- Лхоцзе, Непал. 8516 м – 23 травня 2021 р. – світовий рекорд найшвидшої жінки, яка підкорила Еверест і Лхоцзе, 12 годин. [8] [29] [32]
- Ама-Даблам, Непал, 6812 м [29] – 28 жовтня 2021 р. [33]
- Айленд-пік, Непал, 6165 м [29]

### 2022 рік
- Аннапурна I, 8091 м – 28 квітня 2022 р. [34]
- Дхаулаґірі I, 8167 м – 8 травня 2022 р. [35]
- Канченджанґа 8586 м – 14 травня 2022 р. [36]
- Джомолунґма, 8848 м – 22 травня 2022 р. [37]
- Лхоцзе, 8516 м – 22 травня 2022 р. – Світовий рекорд найшвидшої жінки, яка підкорила Еверест і Лхоцзе, 9 годин 5 хвилин. [8] [38]
- Макалу, 8481 м – 27 травня 2022 р. [39] [40]
- Нангапарбат, 8126 м – 1 липня 2022 р.
- K2, 8611 м – 22 липня 2022 р. [41]
- Броуд-пік, 8051 м – 28 липня 2022 р.
- Гашербрум II, 8035 м – 8 серпня 2022 р.
- Гашербрум I, 8080 м – 11 серпня 2022 р.
- Манаслу, 8163 м – 22 вересня 2022 р. [42] [43]

### 2023 рік
- Шишапанґма, 8027 м – 26 квітня 2023 р. [44]
- Чо-Ойю, 8188 м – 3 травня 2023 [9]
- Макалу, 8481 м – 13 травня 2023 [45] [46]
- Канченджанґа, 8586 м – 18 травня 2023 [47] [48]
- Джомолунґма, 8848 м – 23 травня 2023 [49]
- Лхоцзе, 8516 м – 23 травня 2023 р. – Світовий рекорд найшвидшої жінки, яка піднялася на Еверест і Лхоцзе, 8 годин. [49]
- Дхаулаґірі I, 8167 м – 29 травня 2023 [50]
- Аннапурна I, 8091 м – 5 червня 2023 [51] [52]
- Манаслуб 8163 м – 10 червня 2023 [53] [54]
- Нангапарбатб 8126 м – 26 червня 2023 [55]
- Гашербрум II, 8035 м – 15 липня 2023 [56]
- Гашербрум I, 8080 м – 18 липня 2023 [57] [58]
- Броуд Пік, 8051 м – 23 липня 2023 [59]
- K2, 8611 м – 27 липня 2023 [13] [15]

## Дивіться також
- Нірмал Пурджа, попередній рекордсмен швидкості зі сходжень на всі 14 восьмитисячників
- Кім Чан Хо (альпініст), попередній володар світового рекорду швидкості на всіх 14 восьмитисячниках